# Stefan Hertmans
Stefan Hertmans, född 31 mars 1951 i Gent, Belgien, är en belgisk (flamländsk) författare av prosa, poesi och essäer, samt professor i konstvetenskap.
Hertmans debuterade 1981 med romanen Ruimte. 2013 gav han ut Oorlog en terpentijn, som översattes till många språk, bland annat svenska 2015, med titeln Krig och terpentin (Norstedts), i översättning av Ingrid Wikén Bonde. Romanen utsågs 2016 till en av årets bästa böcker av The New York Times.
2018 gavs Främlingen ut på svenska, också översatt av Wikén Bonde. Hertmans blandar i sin fiktion in dokumentära efterforskningar, i Krig och terpentin om sin egen släkt, och i Främligen om brev skrivna av Hanukkah ben Obadiah från sent 1000-tal. Claes Wahlin jämför i en recension Hertmans romankonst med W.G. Sebald och Edmund de Waal.
Hertmans har undervisat vid Koninklijke Academie voor Schone kunsten ("Kungliga akamien för de sköna konsterna") i Gent, liksom vid Sorbonne-universitetet, Wiens universitet, Humboldt-Universität zu Berlin och universitet i Mexico City.